# Charles Mills (1er baron Hillingdon)
Pour les articles homonymes, voir Charles Mills et Mills.
Charles Henry Mills, 1er baron Hillingdon (26 avril 1830 – 3 avril 1898), connu 2e baronnet de 1872 à 1886, est un banquier anglo-juif et un homme politique conservateur.

## Biographie
Hillingdon est le seul fils de Charles Mills (1er baronnet), et sa femme Emily, la fille de Richard Henry Cox. Il est associé dans la firme bancaire de Glyn, Moulins & Co. (en). En 1865, il entre au Parlement pour Northallerton, un siège qu'il occupe jusqu'en 1866, lorsqu'il est déchu de son mandat en raison de la corruption de ses agents. Plus tard, il représente le Kent Ouest de 1868 à 1885.
Il succède à son père comme baronnet en 1872, héritant de Hillingdon Court (en). Le 15 février 1886, il est élevé à la pairie en tant que baron Hillingdon, de Hillingdon dans le comté de Middlesex.
Il épouse Louisa Isabelle, fille de Henry Lascelles (3e comte de Harewood), en 1853. Il est décédé en avril 1898, à 67 ans, et est remplacé dans ses titres, de son fils aîné Charles Mills (2e baron Hillingdon). Lady Hillingdon est décédée en novembre 1918, à l'âge de 88 ans.